# Горанский сельсовет
Горанский сельсовет (бел. Гара́нскі сельсавет) — административно-территориальная единица Минского района Минской области Республики Беларусь. Административный центр — агрогородок Новоселье.

## История
В 2009 году деревня Новоселье преобразована в агрогородок. 
Решением Минского районного Совета депутатов от 17 февраля 2011 года № 103 деревня Чачково преобразована в агрогородок.

## Состав
Горанский сельсовет включает 40 населённых пунктов:
- Аксаковщина — деревня.
- Байдаки — деревня.
- Барсуки — деревня.
- Великая Борздынь — деревня.
- Великое Село — деревня.
- Вишневка — деревня.
- Воловщина — деревня.
- Горани — деревня.
- Дуброва — деревня.
- Дуличи — деревня.
- Жуки — деревня.
- Закаблуки — деревня.
- Звенячи — посёлок.
- Звенячи — деревня.
- Ислочь — деревня.
- Казаки — деревня.
- Казельщина — деревня.
- Капличи — деревня.
- Карасевщина — деревня.
- Красное — деревня.
- Крылово — деревня.
- Лисовщина — деревня.
- Лихачи — деревня.
- Лукаши — деревня.
- Ляхи — деревня.
- Малая Борздынь — деревня.
- Малявки — деревня.
- Микулино — деревня.
- Новодворщина — деревня.
- Новое Поле — посёлок.
- Новое Поле — деревня.
- Новоселье — агрогородок.
- Падсады — деревня.
- Рудаки — деревня.
- Селище — деревня.
- Тейки — деревня.
- Тресковщина — посёлок.
- Тресковщина — деревня.
- Чачково — агрогородок.
- Черемуха — деревня.

## Известные уроженцы
- Байдак, Ксаверий Михайлович (1906—1982) — советский военачальник, генерал-майор. Родился в деревне Байдаки.